# Hipismo nos Jogos Pan-Americanos de 2015 - Saltos individual
A competição do saltos individual foi um dos eventos do hipismo nos Jogos Pan-Americanos de 2015. Foi disputada no Parque Equestre Pan-Americano OLG, em Toronto entre 21 e 25 de julho. 

## Calendário
Horário local (UTC-4).
| Data        | Horário | Fase            |
| ----------- | ------- | --------------- |
| 21 de julho | 9:00    | 1º qualificação |
| 23 de julho | 11:00   | 2º qualificação |
| 23 de julho | 11:00   | 3º qualificação |
| 25 de julho | 11:00   | 1º Rodada       |
| 25 de julho | 14:30   | 2º Rodada       |

## Medalhistas
| Ouro   | USA McLain Ward (Rothchild)                 |
| Prata  | VEN Andrés Rodríguez (Darlon Van Groenhove) |
| Bronze | USA Lauren Hough (Ohlala)                   |

## Resultados

### Qualificação
| Pos. | Cavaleiro               | Nacionalidade            | Cavalo                   | 1º qualificação | 2º qualificação | 3º qualificação | Total | Notas |
| ---- | ----------------------- | ------------------------ | ------------------------ | --------------- | --------------- | --------------- | ----- | ----- |
| 1    | Eduardo Menezes         | BRA Brasil               | Quintol                  | 0               | 1               | 0               | 1     | Q     |
| 2    | Yann Candele            | CAN Canadá               | Showgirl                 | 0               | 1               | 1               | 2     | Q     |
| 3    | José Maria Larocca      | ARG Argentina            | Cornet du Lys            | 1               | 1               | 1               | 3     | Q     |
| 4    | McLain Ward             | USA Estados Unidos       | Rothchild                | 0               | 4               | 0               | 4     | Q     |
| 4    | Daniel Bluman           | COL Colômbia             | Conconcreto Sancha LS    | 0               | 0               | 4               | 4     | Q     |
| 4    | Georgina Bloomberg      | USA Estados Unidos       | Lilli                    | 0               | 4               | 0               | 4     | Q     |
| 4    | Lauren Hough            | USA Estados Unidos       | Ohlala                   | 0               | 4               | 0               | 4     | Q     |
| 4    | Eric Lamaze             | CAN Canadá               | Coco Bongo               | 0               | 4               | 0               | 4     | Q     |
| 9    | Manuel Fernández        | DOM República Dominicana | Al Calypso               | 4               | 1               | 0               | 5     | Q     |
| 9    | Pedro Veniss            | BRA Brasil               | Quabri de L Isle         | 0               | 1               | 4               | 5     | Q     |
| 9    | Luis Pedro Birabén      | ARG Argentina            | Abunola                  | 0               | 0               | 5               | 5     | Q     |
| 9    | Kent Farrington         | USA Estados Unidos       | Gazelle                  | 0               | 5               | 0               | 5     |       |
| 9    | Samuel Parot de Ugarte  | CHI Chile                | Couscous Van Orti        | 0               | 5               | 0               | 5     | Q     |
| 9    | Roberto Teran           | COL Colômbia             | Woklahoma                | 0               | 0               | 5               | 5     | Q     |
| 15   | Nestor Nielsen Van Hoff | URU Uruguai              | Prince Royal Z de la Luz | 0               | 5               | 1               | 6     | Q     |
| 15   | Antonio Chedraui        | MEX México               | La Bamba                 | 0               | 5               | 1               | 6     | Q     |
| 15   | Ian Millar              | CAN Canadá               | Dixson                   | 0               | 1               | 5               | 6     | Q     |
| 18   | Tiffany Foster          | CAN Canadá               | Tripple X III            | 0               | 7               | 0               | 7     |       |
| 18   | Matías Albarracín       | ARG Argentina            | Cannavaro 9              | 0               | 1               | 6               | 7     | Q     |
| 20   | Felipe Amaral           | BRA Brasil               | Premiere Carthoes BZ     | 0               | 4               | 4               | 8     | Q     |
| 21   | Ramiro Quintana         | ARG Argentina            | Whitney                  | 4               | 5               | 0               | 9     |       |
| 22   | Fernando Cárdenas       | COL Colômbia             | Quincy Car               | 0               | 1               | 9               | 10    | Q     |
| 23   | Emanuel Andrade         | VEN Venezuela            | Hardrock Z               | 0               | 6               | 6               | 12    | Q     |
| 23   | Marlon Zanotelli        | BRA Brasil               | Rock’n Roll Semilly      | 4               | 4               | 4               | 12    |       |
| 25   | Andrés Rodríguez        | VEN Venezuela            | Darlon Van Groenhove     | 0               | 4               | 9               | 13    | Q     |
| 25   | Rene Lopez              | COL Colômbia             | Con Dios III             | 2               | 6               | 5               | 13    |       |
| 25   | Pablo Barrios           | VEN Venezuela            | Antares                  | 0               | 8               | 5               | 13    | Q     |
| 28   | María Victoria Perez    | PUR Porto Rico           | W Zermie 13              | 4               | 5               | 5               | 14    | Q     |
| 28   | José Manuel Ibáñez      | CHI Chile                | A S D Farfala            | 4               | 1               | 9               | 14    | Q     |
| 30   | Héctor Florentino       | DOM República Dominicana | Allure G                 | 0               | 10              | 5               | 15    | Q     |
| 30   | Martin Rodriguez Vanni  | URU Uruguai              | Liborius                 | 4               | 9               | 2               | 15    | Q     |
| 32   | Alonso Valdez           | PER Peru                 | Ferrero van Overis       | 0               | 9               | 9               | 18    | Q     |
| 33   | Alvaro Tejada           | GUA Guatemala            | Voltaral Palo Blanco     | 5               | 13              | 1               | 18    | Q     |
| 33   | Federico Fernández      | MEX México               | Guru                     | 4               | 10              | 5               | 19    | Q     |
| 35   | Jillian Terceira        | BER Bermudas             | Tamerino                 | 0               | 14              | 6               | 20    | Q     |
| 35   | Axel Barrios Enriquez   | GUA Guatemala            | VDL Alberlino            | 0               | 14              | 6               | 20    | Q     |
| 37   | Carlos Morstadt         | CHI Chile                | Talento                  | 0               | 13              | 9               | 22    | Q     |
| 38   | Salvador Oñate          | MEX México               | Cartier                  | 4               | 9               | 14              | 27    | Q     |
| 39   | Juan Andrés Rodríguez   | GUA Guatemala            | Bugatti                  | 17              | 10              | 2               | 29    | Q     |
| 40   | Juan Pivaral            | GUA Guatemala            | Cento Per Cento CG       | 0               | 17              | 13              | 30    |       |
| 40   | José Martínez           | MEX México               | Nelson 212               | 4               | 5               | 21              | 30    |       |
| 42   | Patrick Nisbett         | BER Bermudas             | Quick Z                  | 0               | 17              | 17              | 34    | Q     |
| 43   | Freddie Vázquez         | PUR Porto Rico           | Esprit De Vie            | 12              | 10              | 19              | 41    |       |
| 44   | Emily Kinch             | BAR Barbados             | Teddy du Bosquetiau      | 12              | 21              | 13              | 46    |       |
| 45   | Marcelo Chirico         | URU Uruguai              | Acorbat Van T Laar Z     | 8               | 25              | 17              | 50    |       |
| 46   | Diego Vivero            | ECU Equador              | Bandurria Hulmen         | 8               | 30              | RT              | RT    |       |
| 46   | Nicolás Imschenetzky    | CHI Chile                | Pegase De Talma          | 10              | 5               | EL              | EL    |       |
| 46   | Andres Alvarez          | ECU Equador              | Cash Z                   | 8               | 13              | EL              | EL    |       |
| 46   | Juan Luzardo            | URU Uruguai              | Stan                     | 0               | 11              | EL              | EL    |       |
| 48   | Luis Larrazabal         | VEN Venezuela            | G And C Close Up         | 4               | EL              | NS              | EL    |       |

### Final
| Pos.              | Ginete                  | Nacionalidade            | Cavalo                   | 1º Rodada | 2º Rodada | Total | Desempate | Notas |
| ----------------- | ----------------------- | ------------------------ | ------------------------ | --------- | --------- | ----- | --------- | ----- |
| Medalha de ouro   | McLain Ward             | USA Estados Unidos       | Rothchild                | 0         | 0         | 0     | 0         |       |
| Medalha de prata  | Andrés Rodríguez        | VEN Venezuela            | Darlon Van Groenhove     | 0         | 0         | 0     | 4         |       |
| Medalha de bronze | Lauren Hough            | USA Estados Unidos       | Ohlala                   | 4         | 0         | 4     | 0         |       |
| 4                 | José Maria Larocca      | ARG Argentina            | Cornet du Lys            | 0         | 4         | 4     | 4         |       |
| 5                 | Pedro Veniss            | BRA Brasil               | Quabri de L Isle         | 4         | 0         | 4     | 4         |       |
| 6                 | Emanuel Andrade         | VEN Venezuela            | Hardrock Z               | 4         | 0         | 4     | 8         |       |
| 7                 | Luis Pedro Birabén      | ARG Argentina            | Abunola                  | 4         | 0         | 4     | 8         |       |
| 8                 | Matías Albarracín       | ARG Argentina            | Cannavaro 9              | 4         | 1         | 5     |           |       |
| 9                 | Nestor Nielsen Van Hoff | URU Uruguai              | Prince Royal Z de la Luz | 4         | 4         | 8     |           |       |
| 9                 | Eduardo Menezes         | BRA Brasil               | Quintol                  | 4         | 4         | 8     |           |       |
| 11                | Alonso Valdez           | PER Peru                 | Ferrero van Overis       | 8         | 4         | 12    |           |       |
| 11                | Fernando Cárdenas       | COL Colômbia             | Quincy Car               | 8         | 4         | 12    |           |       |
| 11                | Felipe Amaral           | BRA Brasil               | Premiere Carthoes BZ     | 8         | 4         | 12    |           |       |
| 11                | Daniel Bluman           | COL Colômbia             | Conconcreto Sancha LS    | 8         | 4         | 12    |           |       |
| 11                | Georgina Bloomberg      | USA Estados Unidos       | Lilli                    | 4         | 8         | 12    |           |       |
| 16                | Patrick Nisbett         | BER Bermudas             | Quick Z                  | 8         | 5         | 13    |           |       |
| 16                | Héctor Florentino       | DOM República Dominicana | Allure G                 | 8         | 5         | 13    |           |       |
| 16                | Ian Millar              | CAN Canadá               | Dixson                   | 8         | 5         | 13    |           |       |
| 19                | Yann Candele            | CAN Canadá               | Showgirl                 | 8         | 8         | 16    |           |       |
| 20                | Martin Rodriguez Vanni  | URU Uruguai              | Liborius                 | 9         | 10        | 19    |           |       |
| 21                | Juan Andrés Rodríguez   | GUA Guatemala            | Bugatti                  | 9         | 35        | 44    |           |       |
| 22                | Eric Lamaze             | CAN Canadá               | Coco Bongo               | 10        |           |       |           |       |
| 23                | Salvador Oñate          | MEX México               | Cartier                  | 12        |           |       |           |       |
| 23                | Carlos Morstadt         | CHI Chile                | Talento                  | 12        |           |       |           |       |
| 23                | Federico Fernández      | MEX México               | Guru                     | 12        |           |       |           |       |
| 23                | Pablo Barrios           | VEN Venezuela            | Antares                  | 12        |           |       |           |       |
| 23                | Antonio Chedraui        | MEX México               | La Bamba                 | 12        |           |       |           |       |
| 28                | Alvaro Tejada           | GUA Guatemala            | Voltaral Palo Blanco     | 16        |           |       |           |       |
| 29                | Samuel Parot de Ugarte  | CHI Chile                | Couscous Van Orti        | 19        |           |       |           |       |
| 30                | Jillian Terceira        | BER Bermudas             | Tamerino                 | 20        |           |       |           |       |
| 30                | Manuel Fernández        | DOM República Dominicana | Al Calypso               | 20        |           |       |           |       |
| 32                | Freddie Vázquez         | PUR Porto Rico           | Esprit De Vie            | 23        |           |       |           |       |
| 33                | María Victoria Perez    | PUR Porto Rico           | W Zermie 13              | 27        |           |       |           |       |
| 35                | José Manuel Ibáñez      | CHI Chile                | A S D Farfala            | EL        |           |       |           |       |
| 35                | Axel Barrios Enriquez   | GUA Guatemala            | VDL Alberlino            | EL        |           |       |           |       |